# Mabule
Mabule is een dorp in het district Southern in Botswana. De plaats telt 2260 inwoners (2011).